# Paião
Paião ist eine Gemeinde (Freguesia) in Portugal und gehört zum Kreis (Concelho) von Figueira da Foz.

## Geschichte
Das heutige Gemeindegebiet wurde von Portugals erstem König, Dom Afonso Henriques 1175 dem Abt Paio Viegas übergeben, und kamen dann an das Kloster Seiça. König Sancho I. vergrößerte das Gemeindegebiet, welches später zusammen mit Lavos, zuletzt nach der Liberalen Revolution in Portugal 1822, einen eigenständigen Kreis (Concelho) bildete. 1853 wurde der Kreis aufgelöst und dem von Figueira da Foz angeschlossen. Paião wurde 1900 eine eigenständige Gemeinde im Kreis Figueira da Foz. Zu der Zeit erlebte die Gemeinde einen relativen wirtschaftlichen Aufschwung, nachdem sich einige Großbürger hier niederließen und in Handel, Kleinindustrie und Landwirtschaft investierten. Der Ort wurde insbesondere für seine Schneider bekannt, von denen in den 1960er Jahren hier noch 30 tätig waren. 1989 wurde Paião zur Vila erhoben.

## Kultur, Sport und Sehenswürdigkeiten

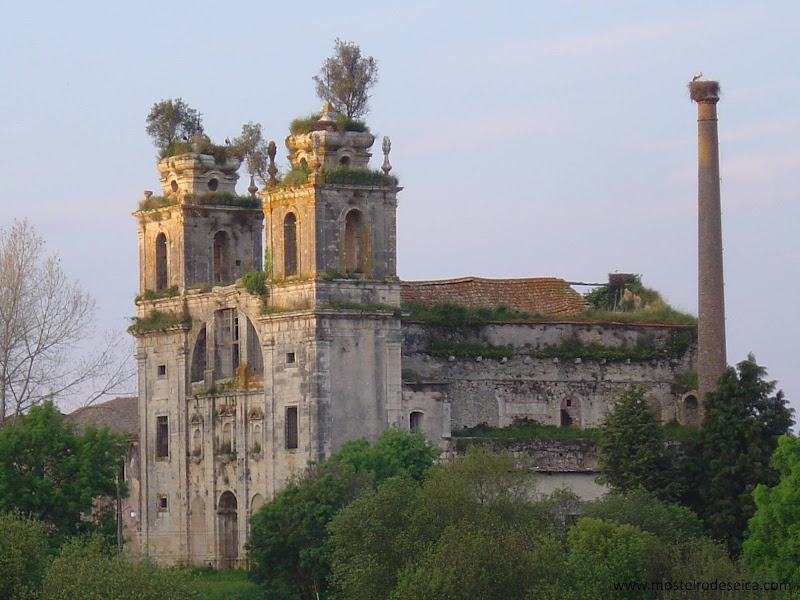
Die Ruinen des Klosters Seiça

Das verfallende Kloster Seiça liegt im Gemeindegebiet, steht jedoch nicht zur Besichtigung offen. Es wurde im 19. Jahrhundert an privat verkauft und in eine Reisschälanlage umgebaut, während das reichhaltige Inventar in umliegenden Kirchen und Kapellen Verwendung fand. Auf den Türmen des schon lange nicht mehr genutzten Gebäude nisten heute Störche. Die unweit liegende, im Jahr 850 erstmals erbaute und 1602 neu errichtete Capela de Nossa Senhora de Seiça mit ihren Azulejos und Gemälden kann besucht werden. Die in seltener achteckiger Form angelegte Kapelle wurde 2009 renoviert. Zwischen Kloster und Kapelle findet jedes Jahr am 14. und 15. August mit der vielbesuchten Feira de Seiça der älteste Markt des Distriktes Coimbra statt, auf dem Kunsthandwerk, Volkstanz und Brauchtum, aber auch Unterhaltungsmusik und traditionelle Gastronomie gezeigt oder angeboten werden, neben einer Reihe von Marktständen. Am vorletzten Wochenende im Juli wird zudem das Fest der Nossa Senhora da Graça (dt.: Unsere Liebe Frau der Gnade) dort gefeiert, u. a. mit einer Prozession.
2005 wurde am Largo do Alvideiro im Ort Paião mit der Homenagem ao Alfaiate ein Denkmal für die Schneider (port.: Alfaiate) des Ortes eingeweiht. Im Ort unterhält die Gemeindeverwaltung zudem ein Hallenbad und andere Sporteinrichtungen.
Die Gemeindekirche Igreja Paroquial do Paião wurde in der Zeit von 1896 bis 1905 errichtet, unter teilweiser Verwendung der hier seit 1601 stehenden, einfachen Kirche. Einige Heiligen-Darstellungen in Stein wurden aus der alten in die neue Kirche übernommen, die größten jedoch wurden aus dem französischen Bayonne hergeschafft, etwa die des Hauptaltars. Einige dekorative Elemente sollen ursprünglich vom Kloster Seiça stammen.

## Verwaltung
Paião ist Sitz einer gleichnamigen Gemeinde (Freguesia) im Kreis (Concelho) von Figueira da Foz, im Distrikt Coimbra. Im Zuge der administrativen Neuordnung in Portugal 2013 wurde sie um die bisher eigenständige Gemeinde Borda do Campo erweitert.
Folgende Ortschaften liegen in der Gemeinde Paião:
| - Paião - Bizorreiro - Vales - Casal Verde - Asseiçó - Telhada | - Vale Vendeiro - Seiça - Sipreste - Casal Novo - Copeiro - Outeiro |

Dazu kommen die sechs Ortschaften der ehemaligen Gemeinde Borda do Campo:
- Calvino
- Sobral
- Atouguia
- Porto Godinho
- Serrião
- Casenho